# René Gagnet
René Gagnet (5 de fevereiro de 1891 — 12 de outubro de 1951) foi um ciclista francês que participou dos Jogos Olímpicos de Verão de 1912 em Estocolmo, onde terminou em décimo lugar no contrarrelógio por equipes.